# Beynat (tổng)
Tổng Beynat là một tổng của Pháp tọa lạc tại tỉnh Corrèze trong vùng Lumousin.

## Địa lý
Tổng này được tổ chức xung quanh Beynat trong quận Brive-la-Gaillarde. Độ cao khu vực này là 126 m (Aubazines) à 581 m (Beynat) độ cao trung bình trên mực nước biển là 366 m.

## Hành chính
| Giai đoạn | Ủy viên      | Đảng | Tư cách |
| --------- | ------------ | ---- | ------- |
| 2001-2008 | Jean Champy  | RPR  |         |
| 2008-2014 | Pascal Coste | UMP  |         |

## Phân chia đơn vị hành chính
Tổng Beynat được chia thành 7 xã và khoảng 3 301 người (điều tra dân số năm 1999 không tính trùng dân số).
| Xã         | Dân số | Mã bưu chính | Mã insee |
| ---------- | ------ | ------------ | -------- |
| Albignac   | 258    | 19190        | 19003    |
| Aubazines  | 732    | 19190        | 19013    |
| Beynat     | 1 149  | 19190        | 19023    |
| Lanteuil   | 479    | 19190        | 19105    |
| Palazinges | 103    | 19190        | 19156    |
| Le Pescher | 267    | 19190        | 19163    |
| Sérilhac   | 313    | 19190        | 19257    |

## Thông tin nhân khẩu
| 1962                                                     | 1968  | 1975  | 1982  | 1990  | 1999  |
| -------------------------------------------------------- | ----- | ----- | ----- | ----- | ----- |
| 3 258                                                    | 3 543 | 3 175 | 3 113 | 3 222 | 3 301 |
| Nombre retenu à partir de 1962 : dân số không tính trùng |       |       |       |       |       |